# Blast Radius
Blast Radius est un jeu vidéo de combat spatial développé par Psygnosis Camden Studio et édité par Psygnosis, sorti en 1998 sur PlayStation.
Le jeu est assez similaire à Colony Wars (1997).

## Accueil
- GameSpot : 7,2/10[1]